# 梨俱吠陀维基
梨俱吠陀维基（： Rigeubeda Wiki */?）是大韩民国的一个使用维基系统的网络百科全书，创立于2007年3月1日。截止至2013年7月17日，梨俱吠陀维基已有超过200,000个条目。

## 概况
其名稱以印度教吠陀經典梨俱吠陀命名。2007年初，Angelhalo社区网站开始进行wiki軟體测试，在2007年3月1日，网站成立。2012年3月9日，Angelhalo社区网站负责人青铜开始对梨俱吠陀维基进行改版，服务器域名“梨俱吠陀维基”也改为了目前的正式名称。2013年8月2日，网站再次作出调整，用户可以利用移动设备在梨俱吠陀维基进行编辑。
2015年3月8日，一位名叫Egoiswerk的用户擅自将英语维基百科的内容、文件以及维基共享资源中的文件复制到梨俱吠陀维基。2015年4月8日，一些用户陆续在梨俱吠陀维基发现了侵权问题，并在2015年4月11日起和网站所有人方面发生争执。之后自2015年4月25日起网站开始瘫痪。在2015年5月17日，网站运作恢复正常，但仅限注册用户使用。但由于大部分用户都转而投入到新成立的納木維基中，使得梨俱吠陀维基的活跃度大为下降。
目前梨俱吠陀维基已继納木維基、韓語維基百科、韓語維基詞典后，成为韩国所有维基系统中使用率第四高的网络百科全书。